# Henriette Smeby
Henriette Smeby (* 13. November 1986 in Raufoss, Vestre Toten) ist eine ehemalige norwegische Skispringerin.
Mit 13 Jahren begann Smeby ihre internationale Karriere als Vorspringerin im Skisprung-Continental-Cup. Am 27. Januar 2001 gab sie ihr Debüt im FIS-Ladies-Grand-Prix und errang auf Anhieb einen dritten Platz. In der Gesamtwertung gelang Smeby der zweite Rang. 2002 gewann sie bei den Norwegischen Sommermeisterschaften in Rælingen die Goldmedaille. Ab 2003 startete sie bei FIS-Springen. Am 17. August 2003 gewann Smeby im Rahmen des Ladies-Grand-Prix' zusammen mit Anette Sagen und Kristin Fridtun den Mannschaftswettbewerb in Pöhla. Bei den Norwegischen Meisterschaften 2004 in Bardu gewann sie Gold von der Normalschanze. Von der Großschanze gewann sie in Oslo die Silbermedaille. Am 23. Juli 2004 gab sie ihr Debüt im Continental Cup. Dabei konnte sie in Park City zweimal den 6. Platz erreichen. Bei den Norwegischen Meisterschaften 2005 in Lillehammer gewann Smeby Bronze von der Normal- und der Großschanze. Nach mehreren guten Platzierungen, darunter dem 7. Platz in Vikersund, beendete sie die Saison 2004/05 auf dem 12. Platz.
2005 beendete Smeby ihre internationale Karriere, nachdem sie auf Grund der Erkrankung mit Anorexia nervosa nur noch 39 kg wog. Ihre letzten offiziellen Wettbewerb sprang sie bei den Norwegischen Meisterschaften 2006 in Kongsberg. Dort gewann sie noch einmal Silber von der Normalschanze.
Henriette Smeby ist die Schwester des Skisprungtrainers Jostein Smeby, der mit der Schwedin und späteren Teamkollegin Helena Olsson Smeby verheiratet ist.